# Guadalupe Victoria, Tlacotepec de Benito Juárez
Guadalupe Victoria är en ort i Mexiko.   Den ligger i kommunen Tlacotepec de Benito Juárez och delstaten Puebla, i den sydöstra delen av landet, 170 km sydost om huvudstaden Mexico City. Guadalupe Victoria ligger 1 928 meter över havet och antalet invånare är 910.
Terrängen runt Guadalupe Victoria är platt åt nordost, men åt sydväst är den kuperad. Runt Guadalupe Victoria är det ganska glesbefolkat, med 32 invånare per kvadratkilometer. Närmaste större samhälle är San Marcos Tlacoyalco, 11,3 km öster om Guadalupe Victoria. Omgivningarna runt Guadalupe Victoria är en mosaik av jordbruksmark och naturlig växtlighet.